# Eunice hawaiiensis
Eunice hawaiiensis är en ringmaskart som beskrevs av Treadwell 1906. Eunice hawaiiensis ingår i släktet Eunice och familjen Eunicidae. Inga underarter finns listade i Catalogue of Life.